# Sophronica collarti
Sophronica collarti är en skalbaggsart som beskrevs av Stefan von Breuning 1948. Sophronica collarti ingår i släktet Sophronica och familjen långhorningar. Inga underarter finns listade i Catalogue of Life.